# Holmlia
Holmlia es un barrio del sur de Oslo, la capital de Noruega. Perteneciente a su vez al distrito de Søndre Nordstrand.

## Población
Se distingue por ser uno de los barrios oslenses cuya población en su mayoría inmigrante, uno de cada cuatro habitantes proviene de algún país fuera de Europa Occidental. Otro de los barrios con población no-noruega es Grønland.

## Polémica
Fue a partir del documental Naive Norge (Ingenua Noruega) del cineasta Christopher Owe que Holmlia acaparó noticia en los medios noruegos en diciembre de 2006. Owe decidió vivir un año en este barrio y grabar su vida allí durante ese tiempo para realizar su documental. En él se queja de cómo el olor de la comida étnica llena el aire, de como los valores "de la Noruega moderna se enfrentan con los valores tradicionales (de los inmigrantes)". Los medios en general acusaron a Owe de racista y subjetivo, así como los habitantes de Holmlia de la mala imagen que les dio el documental.

## Personas de Oslo
- Elvis Chi Nwosu, político[3]